# Josef Hellmesberger Sr.
Josef Hellmesberger Sr. (ur. 3 listopada 1828 w Wiedniu, zm. 24 października 1893 tamże)  – austriacki skrzypek, dyrygent, pedagog i kompozytor.

## Życiorys
Urodził się w Wiedniu w rodzinie z tradycjami muzycznymi. Muzykami również byli: ojciec Georg (1800–1873), brat Georg (1830–1852) oraz synowie: Josef zw. Pepi (1855–1907) i Ferdinand (1863–1940). Studiował pod kierunkiem swojego ojca w Konserwatorium Wiedeńskim i już w wieku 17 lat został solistą w orkiestrze opery dworskiej (Hofoper) . 
Był profesorem skrzypiec i niemal do śmierci dyrektorem Wiedeńskiego Konserwatorium , które pod jego kierownictwem osiągnęło światową sławę. W latach 1851–1859 był dyrektorem artystycznym i dyrygentem koncertów w Gesellschaft der Musikfreunde, przekształcając amatorską orkiestrę w zespół wysokiej klasy profesjonalistów . Od 1860 był koncertmistrzem w dworskiej kapeli (Hofkapelle). W 1870 tymczasowo objął kierownictwo Singverein w Gesellschaft der Musikfreunde – najważniejszym wiedeńskim chórze . 
W 1849 wraz z Carlem Heisslerem, Matthiasem Durstem i Carlem Schlesingerem założył Hellmesberger Quartett, już od pierwszego koncertu uznany wiodący wiedeński kwartet smyczkowy. Jego repertuar obejmował głównie klasyczne utwory kameralne kompozytorów wiedeńskich, wydatnie też przyczynił się do spopularyzowania muzyki kameralnej Beethovena, Schuberta, Brahmsa i Brucknera . Od 1883 do kwartetu dołączył młodszy syn Josefa Hellmesbergera Sr. – wiolonczelista Ferdinand; w 1891 kierowanie kwartetem przejął jego starszy syn – Josef (Pepi), z którym zespół odbywał tournée m.in. do Turcji i Egiptu.

## Życie prywatne
Josef Hellmesberger w 1851 ożenił się z aktorką Rosą Johanną Wilhelminą Anschütz (1830–1909), z którą miał dwie córki: śpiewaczkę Rosę (1854–1916) i aktorkę Emilię (1866–1907) oraz dwóch synów: skrzypka Josefa (1855–1907) i wiolonczelistę Ferdinanda (1863–1940).
Zmarł w wieku 64 lat. Został pochowany na wiedeńskim cmentarzu Hietzinger.

## Twórczość
Komponował głównie utwory o przeznaczeniu pedagogicznym, mające dziś jedynie wartość historyczną. Jest autorem wielu opracowań i transkrypcji na skrzypce .